# موسیر
موسیر با نام علمی آلیوم ستیپیتاتوم (به انگلیسی: Allium stipitatum, Persian shallot)
موسیر تحت نام سیر سولو یا سیر تک حبه‌ای Solo garlic, Singel bulb garlic بفروش می‌رسد.
، روی و منگنز) می‌باشد. 

## خواص دارویی گیاه موسیر
در طب سنتی از فراورده‌های موسیر برای کم کردن قند خون در افراد دیابتی استفاده می‌شد و هم چنین از خواص گندزدائی آن برای دفع انگل‌ها همراه غذا به کار می‌رفت. علاوه بر آن برای ضدعفونی کردن آب مورد استفاده داشته‌است. افزایش دفع ادرار، التیام دهنده و ترمیم‌کننده زخمها و تسکین دهنده التهاب طحال و کبد. تأثیر مثبت آن بر دستگاه اعصاب مرکزی، کاهش سردردهای میگرنی، کمک به سیستم قلبی- عروقی، کمک به کاهش چربیهای خون و پیشگیری از تصلب شرائین و تنظیم فشار خون هم قابل توجه‌است.
علاوه بر این، موسیر می‌تواند به عنوان یک غذای پایه برای افرادی که مشکلات کبد دارند، مناسب باشد. به دلیل حاوی شدن مواد مغذی مهمی مانند ویتامین C و فیبر، موسیر می‌تواند در بهبود گوارش، کنترل قند خون و بهبود تابع کلی بدن نیز مفید باشد.

## نگارخانه

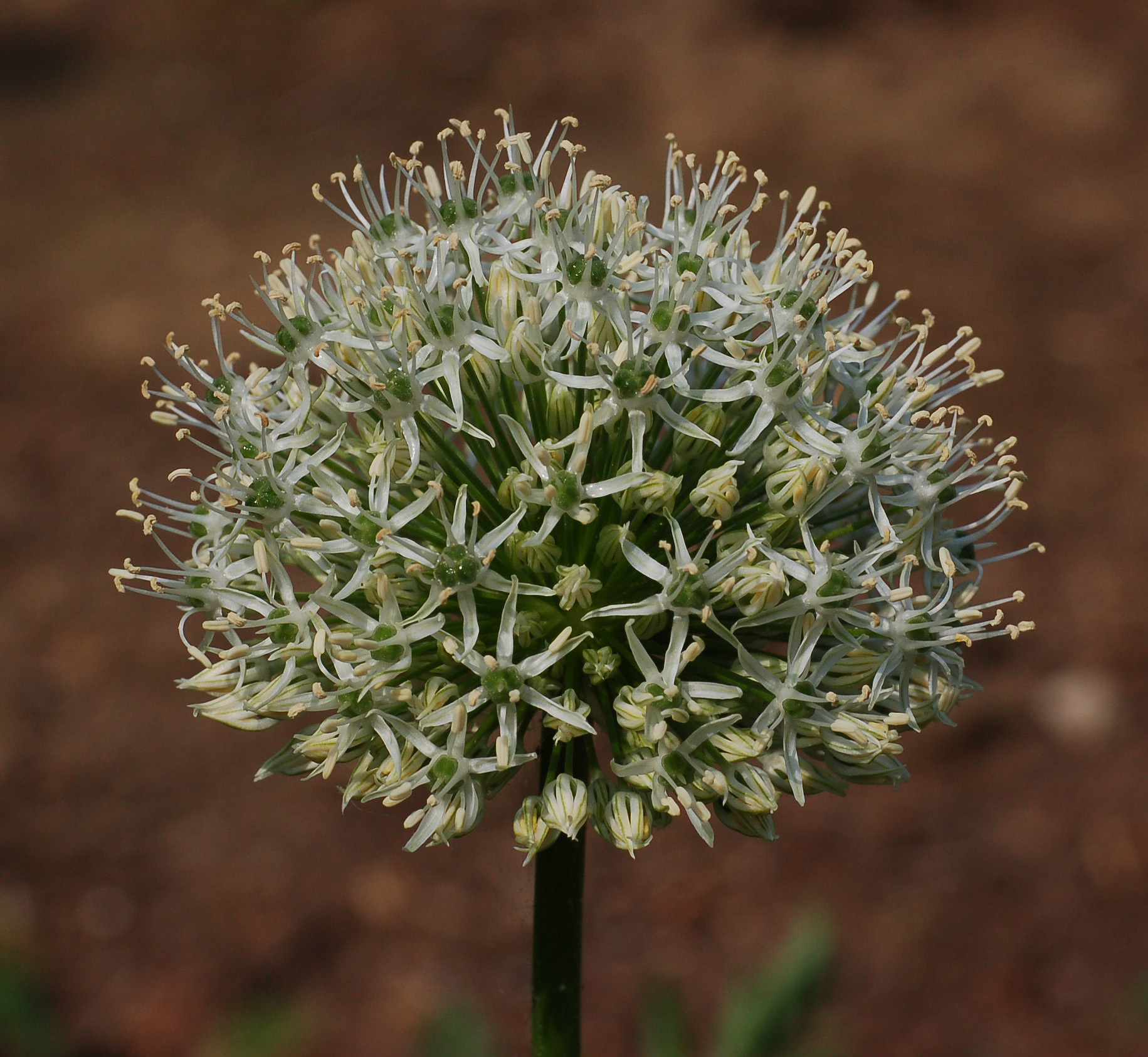
سرگل موسیر
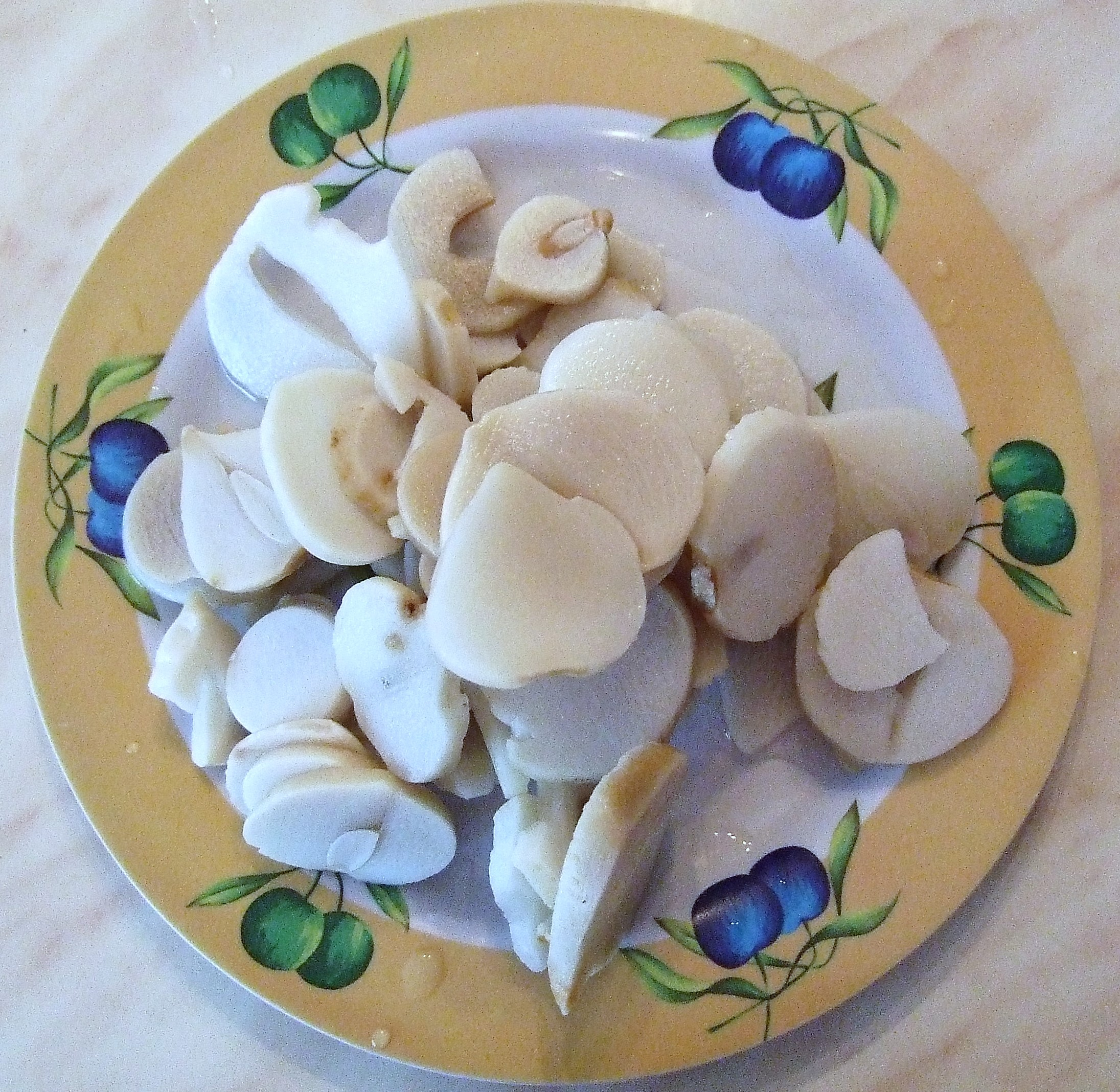
موسیر
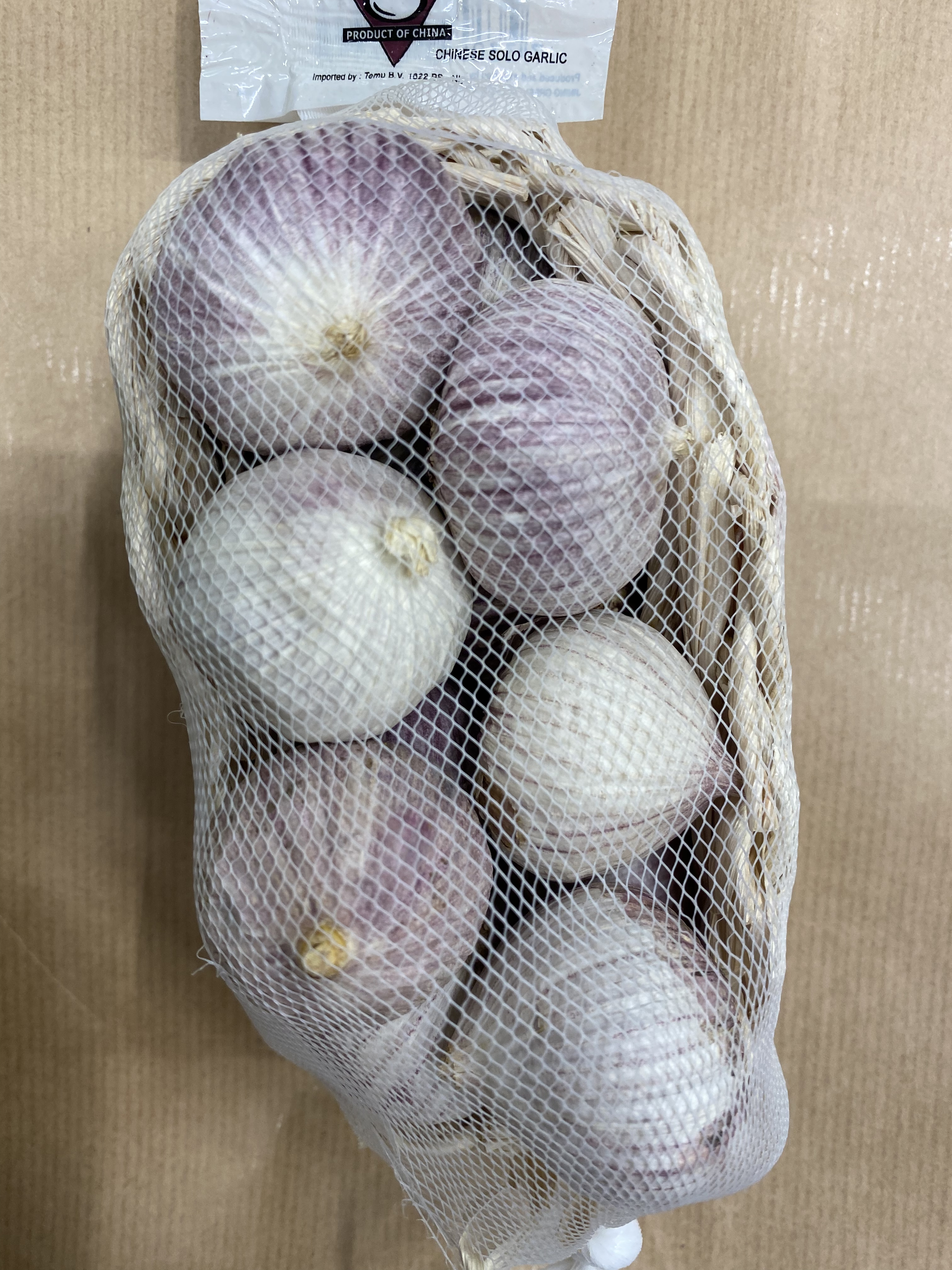
موسیر تازه